# Tomas Grzimek
Tomas Grzimek (* 26. Juli 1948 in Berlin) ist ein deutscher Keramiker.

## Biografie
Tomas Grzimek wurde als Sohn des Bildhauers Waldemar Grzimek (1918–1984) und der Malerin und Keramikerin Christa von Carnap (1921–2010) geboren. Seine Schwester ist die Bildhauerin Sabina Grzimek (* 1942), aus der zweiten Ehe des Vaters stammte die Halbschwester Jana Grzimek (* 1964), ebenfalls Bildhauerin. Im Jahre 1953 heiratet Grzimeks Mutter den  Bildhauer, Grafiker und Zeichner Fritz Cremer (1906–1993), der später Vizepräsident der Akademie der Künste der DDR war und zieht mit den Kindern zu ihm nach Berlin-Pankow.
Grzimek erlernte sein Handwerk in der DDR, die Töpferlehre (Scheibentöpfer) absolvierte 1966–1968 er bei Hedwig Bollhagen, vom Ende seiner Ausbildung bis 1971 blieb er in ihrer Werkstatt als Dreher und Former, dann begann er ein Studium an der Hochschule für industrielle Formgestaltung Halle, Burg Giebichenstein in Halle (Saale) bei Lothar Zitzmann (1924–1977). Nach dem Abschluss 1972 arbeitete Grzimek als Postbote, bevor er von 1973 bis 1978 Bildhauerei mit dem Schwerpunkt Keramik an der Kunsthochschule Berlin-Weißensee studieren konnte. Zu seinen Dozenten gehörten unter anderem Heidi Manthey. 1981 war er Teilnehmer am 3. internationalen Keramiksymposium  Römhild. 1982/1983 und 1987/1988 war er in Dresden auf der IX. und X. Kunstausstellung der DDR vertreten.
Bis zur Wende betrieb er in Kienitz im Oderbruch eine eigene Keramikwerkstatt und stellte verschiedene salzglasierte Stücke aus, um dann zusammen mit seiner Frau, der Bildhauerin Sabine Heller (* 1956) nach Sieversdorf zu ziehen. Dort gründete er gemeinsam mit Ulrich Schumann (* 1951) 1991 die Golem GbR zur Produktion von Ziegeln und Terrakotten.
Mit seiner Frau gründete er die Firma GOLEM-Kunst und Baukeramik GmbH im Jahre 2001. Zwei Jahre nach der Gründung begann die Serienproduktion von Jugendstilfliesen, im Jahre 2005 eröffneten sie ein Geschäft in den Hackeschen Höfen in Berlin, wo ihre Fliesenreproduktionen während der Sanierung zum Einsatz kamen und die Firma in Denkmalschutzkreisen bekannt wurde. Ab 2006 kamen erste Entwürfe für Stegrelief-Fliesen dazu. Heute betreibt Grzimek eine erfolgreiche Manufakturwerkstatt, die für ihre Reproduktionen international bekannt ist.